# Панама на летних Олимпийских играх 1988
Панама принимала участие в Летних Олимпийских играх 1988 года в Сеуле (Республика Корея) в десятый раз за свою историю, но не завоевала ни одной медали. Сборная страны состояла из 6 мужчин.